# MBC Bollywood
MBC Bollywood é um canal gratuito de filmes dos Emirados que foi lançado em 26 de outubro de 2013. Desde sua criação, ele transmite séries e filmes indianos.

## Filmes
- Dhoom
- Dhoom 2
- Dhoom 3
- Kuch Kuch Hota Hai
- Jab Tak Hai Jan
- Fan
- Goliyon Ki Rasleela Ram-Leela
- Total Dhamaal
- Happy New Year